# エケプローン
エケプローン（古希: Ἐχέφρων, Echephrōn）は、ギリシア神話の人物である。長音を省略してエケプロンとも表記される。主に、
- ネストールの子
- プリアモスの子
- ヘーラクレースの子

が知られている。以下に説明する。

## ネストールの子
このエケプローンは、ピュロスの王ネストールとエウリュディケーあるいはアナクシビアーの子で、アンティロコス、トラシュメーデース、ペイシストラトス、ストラティオス、ペルセウス、アレートス、ペイシディケー、ポリュカステーと兄弟。ホメーロスの叙事詩『オデュッセイアー』によると、オデュッセウスの情報を求めてピュロスを訪れたテーレマコスと会った。

## プリアモスの子
このエケプローンは、トロイアーの王プリアモスの50人の子供の1人である。庶子であり、母親の名前は伝えられていない。

## ヘーラクレースの子
このエケプローンは、ヘーラクレースとシケリア島のシカニア地方の王エリュクスの娘プソーピスの子で、プロマコスと兄弟。エケプローンとプロマコスはアルカディア地方の都市ペーギアーで育ち、後に都市の名前を母親にちなんでプソーピスと改めた。同地には兄弟のために2つの英雄廟が建てられていたが、パウサニアースが訪れたときにはすっかり寂れていたという。